# David Binder (Journalist)

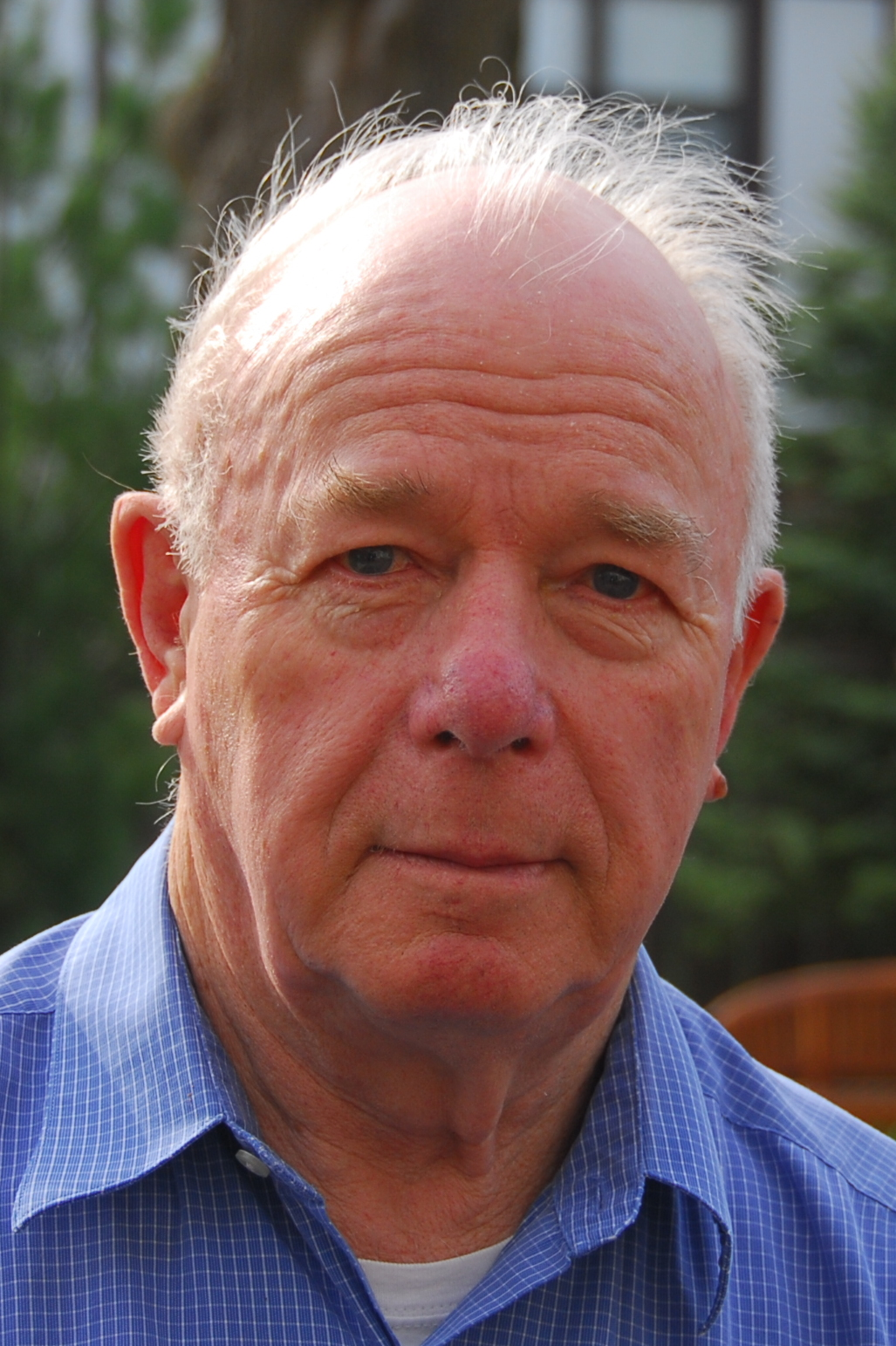
David Binder mit 81 Jahren

David Binder (* 22. Februar 1931 in London; † 30. Juni 2019) war ein US-amerikanischer Journalist.
Als Auslandskorrespondent war Binder für die New York Times auf dem Balkan und in Deutschland von 1961 bis 2004 tätig.
Binder wurde dem deutschen Publikum insbesondere durch seine Auftritte im Internationalen Frühschoppen bei Werner Höfer bekannt.